# Зикєєв Володимир Антонович
Зикєєв Володимир Антонович — український кінооператор.
Народився 8 серпня 1938 р. Закінчив Київський кінотехнікум (1958). Працює на «Укркінохроніці».

## Фільмографія
Зняв фільми:
- «Хмельницький Модесто» (1990),
- «Якщо трапиться біда»,
- «Київ крізь віки»,
- «Перший малюнок Кобзаря» (1991),
- «Спорт об'єднує друзів» (1992),
- «Чия правда, чия кривда» (1993),
- «Дитинство Степана»,
- «Палаючі роки» (1995),
- «Зіновій Красовський» (1996) та ін.

Член Національної спілки кінематографістів України.